# Aiyarat Duangmanee
Aiyarat Duangmanee (thailändisch อัยยรัช ดวงมณี; * 2. Dezember 1997) ist ein thailändischer Fußballspieler.

## Karriere
Aiyarat Duangmanee stand bis Ende Mai 2021 beim Drittligisten Pluakdaeng United FC unter Vertrag. Der Verein aus Rayong spielte in der Eastern Region der Liga. Im Juni 2021 wechselte er in die Northern Region. Hier schloss er sich dem Nakhon Mae Sot United FC. Für den Verein aus Mae Sot bestritt er bis Ende November 2021 zehn Ligaspiele. Von Dezember 2021 bis Ende August 2022 war er vertrags- und vereinslos. Ende August 2022 nahm ihn der in der Eastern Region spielende Kabin United FC aus Kabin Buri unter Vertrag. Im Januar 2024 wechselte er für den Rest der Saison 2023/24 zu seinem ehemaligen Verein Pluakdaeng United FC. Nach acht Ligaspielen unterschrieb er im August 2024 einen Vertrag beim Zweitligisten Pattaya United FC. Sein Zweitligadebüt für den Verein aus dem Seebad Pattaya gab Duangmanee am 10. August 2024 (1. Spieltag) im Auswärtsspiel gegen den Aufsteiger Sisaket United FC. Bei dem 1:1-Unentschieden stand er in der Startelf und wurde in der 66. Minute gegen Thanapong Boontab ausgewechselt. In seiner ersten Spielzeit bestritt er 15 Zweitligaspiele. Am Ende der Saison 2024/25 belegte er mit Pattaya den 16. Tabellenplatz und musste somit in die dritte Liga absteigen.